# Сергина (Пермский край)
Сергина — деревня в Кудымкарском районе Пермского края. Входила в состав Степановского сельского поселения. Располагается южнее от города Кудымкара. Расстояние до районного центра составляет 3 км. По данным Всероссийской переписи населения 2010 года, в деревне проживало 14 человек (8 мужчин и 6 женщин).

## История
По данным на 1 июля 1963 года, в деревне проживало 66 человек. Населённый пункт входил в состав Юринского сельсовета.